# 井内秀治
井内 秀治（いうち しゅうじ、本名：いうち ひでじ、1950年9月15日 - 2016年12月15日）は、日本の男性アニメーション監督、アニメーション演出家、脚本家、原作者。小説も手がける。神奈川県出身。

## 概要
東京デザイナー学院アニメーション科（現東京ネットウエイブ）卒業。タイガープロ、自身が代表を務めるリード・プロジェクト（近藤信宏、山本裕介、山口亮太が一時期所属）を経て活動していた。
代表作に『魔神英雄伝ワタルシリーズ』、『魔動王グランゾート』、『ママは小学4年生』、『ヤマトタケル』、『激闘!クラッシュギアTURBO』『プリティーリズム』シリーズなどがある。1990年には、『魔神英雄伝ワタル』が評価され日本アニメ大賞演出賞を受賞した。
井内の人柄について近藤信宏・福田己津央・谷田部勝義・川崎ヒロユキらスタッフや、声優の田中真弓など複数の人物が「井内さんは寡黙だった」「井内さんはシャイで人見知りする方だった。後年は多少饒舌になったが、東京ムービー新社の作品に参加していた頃、他の演出家からも井内さんと会話した記憶がないという人がいた」（近藤談）と証言している。その中でも80年代半ばに知り合った近藤とは親交が深く、リード・プロジェクトを共同設立し副社長を任せる、近藤の出身地の新潟の帰省に井内も同行し観光を楽しむ、アニメ会社ブリッジの所属となった近藤の監督作に井内を絵コンテ・演出で起用するなど、両者の交流は井内の晩年まで続いた。
2016年12月15日死去。享年66。死因は非公表。
脚本家・山口亮太は弟子。アニメ監督・演出家の日高政光・山本裕介、脚本家の山野辺一記からは師匠と呼ばれる。

## 参加作品

### テレビアニメ
1973年
- マジンガーZ（製作進行）
- ドロロンえん魔くん（製作進行）
- キューティーハニー（製作進行）

1974年
- 宇宙戦艦ヤマト（演出助手）

1976年
- 大空魔竜ガイキング（演出）

1977年
- 新・巨人の星（演出）
- 超スーパーカー ガッタイガー（演出）

1978年
- 新・エースをねらえ!（演出）
- 銀河鉄道999（1978年 - 1981年、演出）

1979年
- 銀河鉄道999 テレビスペシャル 君は戦士のように生きられるか!!（演出（明比正行と共同））

1980年
- 怪物くん（新）（1980年 - 1982年、絵コンテ）

1981年
- 新竹取物語 1000年女王（演出）

1982年
- 忍者マン一平（絵コンテ）

1983年
- 聖戦士ダンバイン（1983年 - 1984年、絵コンテ・演出）
- レディジョージィ（1983年 - 1984年、演出）
- 超時空世紀オーガス（1983年 - 1984年、絵コンテ ・演出）

1984年
- 重戦機エルガイム（1984年 - 1985年、ストーリーボード・演出）
- ゴッドマジンガー（演出）

1985年
- 機動戦士Ζガンダム（1985年 - 1986年、ストーリーボード）
- プロゴルファー猿（1985年 - 1988年、絵コンテ・演出）
- おねがい!サミアどん（1985年 - 1986年、演出）

1986年
- ロボタン（演出）
- Bugってハニー（1986年 - 1987年、絵コンテ・演出）
- 銀河探査2100年 ボーダープラネット（演出）

1987年
- 機甲戦記ドラグナー（1987年 - 1988年、絵コンテ・演出）
- ミスター味っ子（1987年 - 1989年、絵コンテ）

1988年
- 魔神英雄伝ワタル（1988年 - 1989年、総監督・脚本・絵コンテ）

1989年
- 魔動王グランゾート（1989年 - 1990年、総監督・脚本・絵コンテ）

1990年
- 魔神英雄伝ワタル2（1990年 - 1991年、総監督・脚本・絵コンテ）

1992年
- ママは小学4年生（総監督・脚本・ストーリーボード）

1994年
- ヤマトタケル（総監督・脚本・絵コンテ）

1995年
- クマのプー太郎（1995年 - 1996年、絵コンテ）

1996年
- 少年サンタの大冒険!（絵コンテ）

1997年
- 超魔神英雄伝ワタル（1997年 - 1998年、原作・総監督・脚本・絵コンテ）

2001年
- 激闘!クラッシュギアTURBO（2001年 - 2003年、総監督・絵コンテ・脚本）

2004年
- SAMURAI 7（絵コンテ）
- 陰陽大戦記（2004年 - 2005年、絵コンテ）
- 焼きたて!!ジャぱん（2004年 - 2006年、絵コンテ）

2005年
- SPEED GRAPHER（絵コンテ）
- ケロロ軍曹（2005年 - 2011年、絵コンテ）

2007年
- 古代王者 恐竜キング Dキッズ・アドベンチャー（2007年 - 2008年、絵コンテ）

2011年
- プリティーリズム・オーロラドリーム（2011年 - 2012年、脚本・絵コンテ）

2012年
- プリティーリズム・ディアマイフューチャー（2012年 - 2013年、脚本・絵コンテ）

2013年
- プリティーリズム・レインボーライブ（2013年 - 2014年、シリーズ構成（坪田文と共同）・脚本）

2014年
- ガンダムビルドファイターズトライ（2014年 - 2015年、絵コンテ）

2015年
- アイカツ!（絵コンテ）
- ジュエルペット マジカルチェンジ（絵コンテ）

2016年
- リルリルフェアリル〜妖精のドア〜（絵コンテ）
- フラワーリングハート（ストーリーボード）
- 少年メイド（絵コンテ）
- 聖戦ケルベロス 竜刻のファタリテ（絵コンテ）
- 少年アシベ GO!GO!ゴマちゃん（第1期）（絵コンテ）

### 劇場アニメ
1980年
- 銀河鉄道999 ガラスのクレア（演出）

1991年
- らんま1/2 中国寝崑崙大決戦! 掟やぶりの激闘篇!!（監督）

### OVA
1985年
- ラブ・ポジション ハレー伝説（監督・絵コンテ・演出）

1989年
- 真 魔神英雄伝ワタル（監督（香川豊と共同））

1990年
- 魔神英雄伝ワタル 創界山英雄伝説（監督）
- 魔動王グランゾート 最後のマジカル大戦（監督・脚本）

1992年
- 魔動王グランゾート 冒険編（監修）

1993年
- 魔神英雄伝ワタル 終わりなき時の物語（監督）

1995年
- ヤマトタケル 〜After War〜（監督・脚本 ）
- こどものおもちゃ（絵コンテ）

2007年
- 銀河鉄道物語 ～忘れられた時の惑星～（絵コンテ）

### 小説
特記の無い限り全て角川スニーカー文庫より、以下全て著作
1990年
- 魔神英雄伝ワタル 虎王伝説（1）狐虎吼ゆる
- 魔神英雄伝ワタル 虎王伝説（2）鬼夜叉の野望
- 魔神英雄伝ワタル 虎王伝説（3）虎王対虎王

1991年
- 魔界皇子虎王伝（1）天涯の覇獣（カレヴァーラ）
- 創世紀戦士L（レディ）・リイ（1）天使たちの旅立ち ※大陸ノベルスより

1992年
- 新ファンタジー王国I内収録「虎ブルドリーム〜魔界皇子虎王伝外伝〜」
- 魔界皇子虎王伝（2）闇の救世主（メシア）
- 魔界皇子虎王伝（3）女帝ラグナマリア
- 魔界皇子虎王伝（4）運命の船出

1993年
- 魔界皇子虎王伝（5）覇獣復活

1994年
- 機獣警備隊ビーストガンナー ハルマゲドン・ライト
- ヤマトタケル 光のカオン

1996年
- 魔神英雄伝ワタル外伝 虎ブルファンタジー 〜伝説にならない三つの物語〜

## 備考
- 宇宙戦艦ヤマトが地中から発進するシーンの演出助手、テレビシリーズ『銀河鉄道999』の最終回演出などを担当した。